# Karta Ateńska (1933)

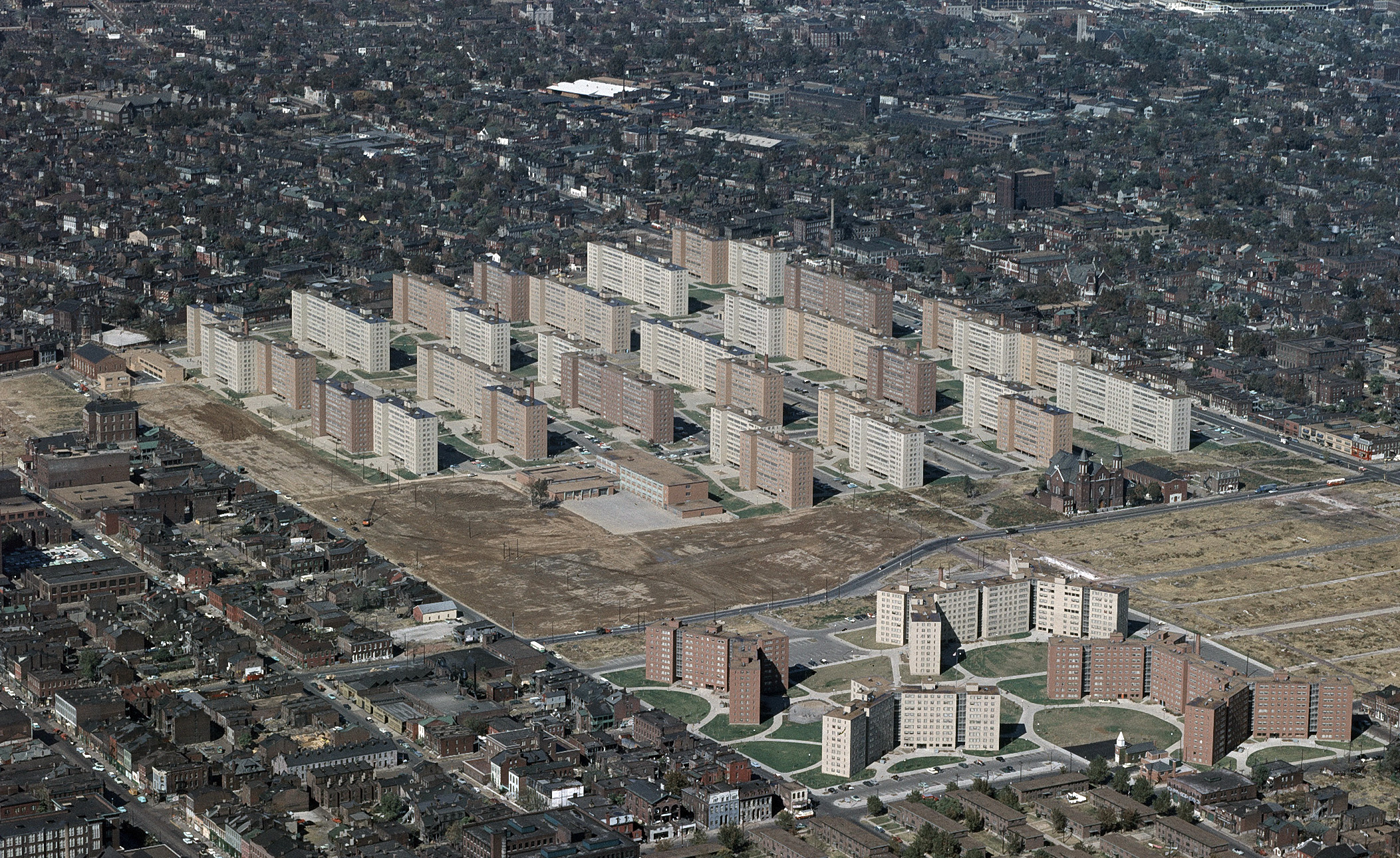
Kompleks urbanistyczny Pruitt-Igoe w St. Louis

Karta Ateńska (fr. Charte d’Athènes) – uchwalony na IV. Kongresie CIAM w 1933 w Atenach dokument zawierający postulowane zasady nowoczesnego projektowania urbanistycznego. Została opublikowana w 1943.
Karta ateńska została przygotowana pod przewodnictwem Le Corbusiera i omawia rozdzielenie obszarów funkcjonalnych miasta oraz stworzenie racjonalnej i zdrowej przestrzeni życia. Le Corbusier propagował wtedy hasło „słońce, przestrzeń, zieleń”, czyli trzy elementy, które powinny wpływać na współczesną urbanistykę i architekturę aby zapewnić funkcjonalność architektury dla każdego człowieka. Do połowy XX wieku te trzy wartości były uznawane za luksus zwłaszcza przy dominacji w starej architekturze złych warunków mieszkaniowych, ciasnych kamienic, suteren, mansard. Le Corbusier był pionierem w realizacjach architektonicznych podporządkowanych trzem wartościom: słońcu, przestrzeni i zieleni. Słońce zapewniał przez portfenetry pokrywające powierzchnie całych ścian oraz duże odległości między budynkami i brak podwórek – studni znanych z dawnych kamienic. Przestrzeń zapewniał przez stosunkowo duże mieszkania, większe niż w dawnym budownictwie oraz nieogrodzone tereny osiedli. Zieleń zapewniał przez ogrody na dachach oraz planowo rozmieszczoną roślinność otaczającą nową architekturę i wypełniającą przestrzenie między budynkami. Pierwsze ekonomiczne bloki mieszkalne zgodne z Kartą Ateńską i wykonane z wielkiej płyty, czyli z prefabrykatów żelbetowych powstawały już przed II wojną światową na przykład osiedle La Muette z 1934 w Drancy we Francji. Jednym z najsłynniejszych przykładów realizacji postulatów Karty Ateńskiej jest blok mieszkalny Unité d’Habitation w Marsylii autorstwa Le Corbusiera, zbudowany w 1952, który jest twórczym rozwinięciem przedwojennego modernizmu w architekturze.

## Treść Karty
W początku XX wieku w większości dużych miast warunki mieszkalne stawały się coraz gorsze. Na skutek uprzemysłowienia wzrosło zanieczyszczenie środowiska, robotnicy pracowali w niezdrowych warunkach. Ubogie warstwy społeczne zamieszkiwały ciasne śródmiejskie dzielnice, silnie przeludnione i zdaniem autorów Karty stanowiące nieludzkie warunki życia. Karta analizowała środowisko mieszkaniowe mieszkańców wielkich miast i proponowała radykalne rozwiązania w celu polepszenia sytuacji.

### Analiza
W części analitycznej opisującej aktualny w momencie powstania stan Karta zawierała następujące stwierdzenia:
- Współczesny rozwój miast ma przyczyny ekonomiczne. Uprzemysłowienie zniszczyło dawną harmonię tkanki miejskiej, a środowisko pracy człowieka jest ukierunkowane na maszyny, tak samo jak rozmieszczenie miejsc pracy.
- Mieszkania są obiektami spekulacji, są niesprawiedliwie rozdzielone między społeczeństwo i mają zły dostęp do przestrzeni otwartej.
- Rozwój gospodarczy ma charakter doraźny i zależy od spekulacji jednostek. Koordynacja typów, wielkości i położenia zakładów przemysłowych biur i mieszkań podlega jedynie zasadom ekonomii.
- Chaotyczne wędrówki robotników ze względu na rozdzielnie funkcji: wymuszone pokonywanie drogi ze względu na rozdzielenie przestrzenne mieszkania, miejsca pracy i przestrzeni rekreacyjnej, co powoduje wzrost ruchu i niebezpieczeństwo dla pieszych.
- Interesy ekonomiczne mają priorytet nad kontrolą administracyjną i solidarnością społeczną, co prowadzi do dominacji struktur miejskich przez prywatne interesy na szkodę mieszkańców miast.

### Postulaty
Na podstawie wymienionych stwierdzeń delegaci CIAM sformułowali następujące postulaty:
- Miasto musi, respektując wolność jednostki, umożliwiać działanie na rzecz zbiorowości
- Miasto jako jednostka funkcjonalna posiada następujące funkcje urbanistyczne: mieszkanie, praca, wypoczynek, ruch
- Mieszkanie musi być najważniejszym zagadnieniem w projektowaniu urbanistycznym
- Miejsce pracy musi być możliwie najmniej oddalone od miejsca zamieszkania
- Przestrzenie otwarte muszą przylegać do obszarów mieszkaniowych oraz jako przestrzeń rekreacyjna należeć do całego miasta
- Komunikacja jako łącznik między kluczowymi funkcjami miasta ma znaczenie podrzędne

Strefowanie funkcjonalne planów miast stanowiło jedną z głównych idei Karty. Poszczególne funkcje mieszkania, pracy i wypoczynku powinny być rozdzielone pasami zieleni i połączone osiami komunikacyjnymi.
Dla miast proponowano następujące strefowanie:
- Śródmieście: administracja, handel, banki, kultura
- Pas wokół śródmieścia: rozdzielone od siebie przemysł, rzemiosło, mieszkanie
- Peryferie: wpisane w pas zieleni osiedla satelickie z czystą funkcja mieszkalną

Duża gęstość zaludnienia miała być osiągnięta poprzez wznoszenie mieszkalnych wysokościowców.

## Wpływ Karty
Karta została opublikowana w 1943 wobec oczekiwanego końca II wojny światowej jako propozycja zaleceń dla odbudowujących zniszczone miasta architektów. Po wojnie silnie wpłynęła na rozwój mieszkalnictwa jako manifest urbanistyki modernistycznej. Mimo silnego nasycenia treściami ideologicznymi jej działanie trwało aż do lat 80.